# Cantone di Besançon-4
Il cantone di Besançon-4 è una divisione amministrativa francese dell'arrondissement di Besançon, situato nel dipartimento del Doubs nella regione della Borgogna-Franca Contea.
È stato costituito a seguito della riforma approvata con decreto del 25 febbraio 2014, che ha avuto attuazione dopo le elezioni dipartimentali del 2015.

## Composizione
Comprende parte della città di Besançon e i 7 comuni di:
- Braillans
- Chalèze
- Chalezeule
- Champoux
- Chaudefontaine
- Marchaux
- Thise